# بند جنتربور
بند جنتربور مربوط به سده‌های میانه دوران‌های تاریخی پس از اسلام است و در شهرستان سرباز، بخش مورتان، دهستان مورتان، ۳ کیلومتری جنوب روستای مورتان، کنار قبرستان واقع شده و این اثر در تاریخ ۲۷ اسفند ۱۳۸۶ با شمارهٔ ثبت ۲۲۷۱۴ به‌عنوان یکی از آثار ملی ایران به ثبت رسیده است.